# Cucullie du bouillon blanc
Shargacucullia verbasci
Pour les articles homonymes, voir Brèche.
Espèce
La Cucullie du bouillon blanc (Shargacucullia verbasci ou Cucullia verbasci en fonction des sources), aussi appelée la Brèche, est une espèce de lépidoptères de la famille des Noctuidae et de la sous-famille des Cuculliinae.

## Description

### Papillon
Le papillon, d'une envergure de 45 à 50 mm, est très difficile à distinguer de l'imago de Shargacucullia scrophulariae si ce n'est par l'examen des pièces génitales.

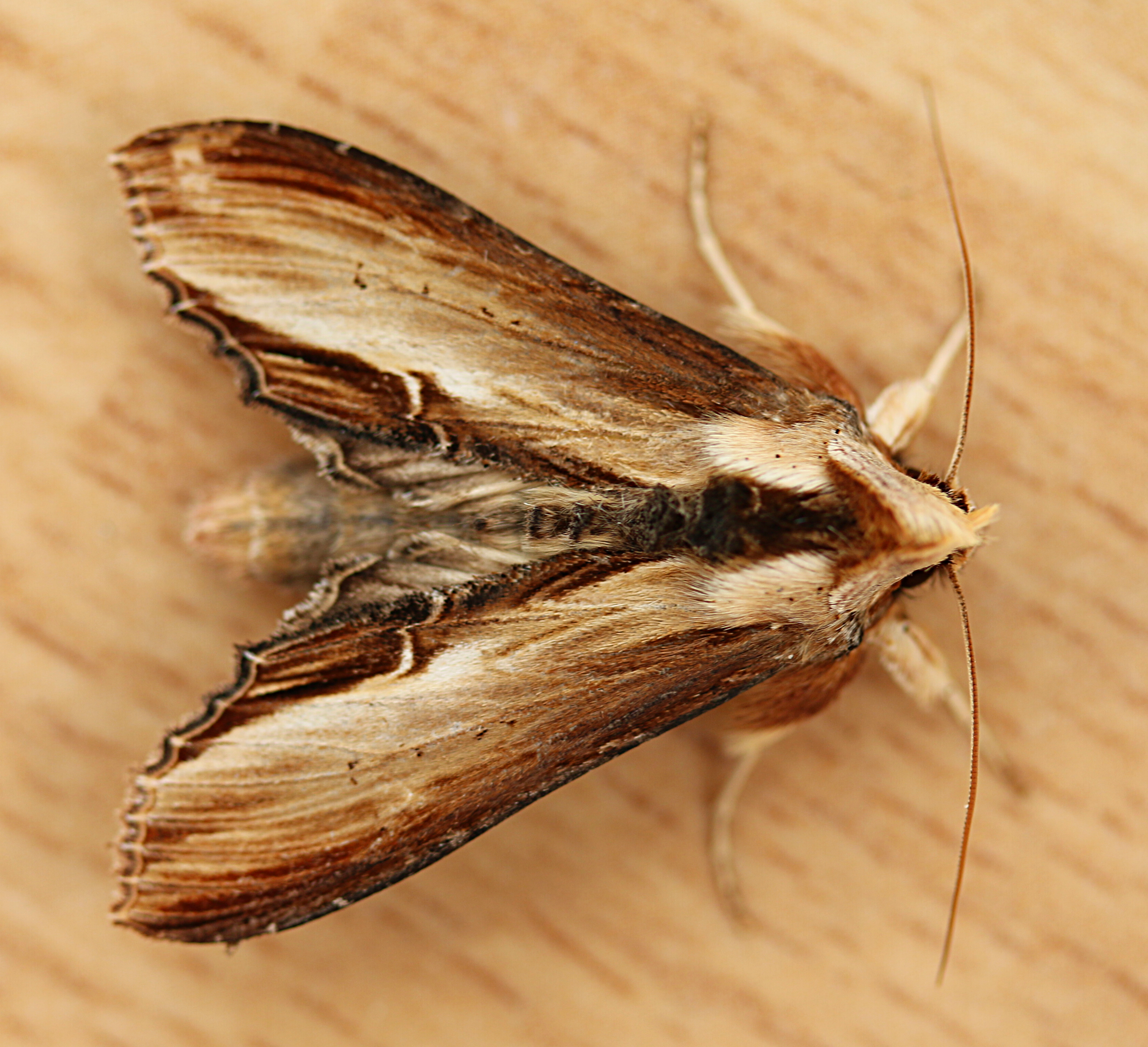
Papillon vivant.
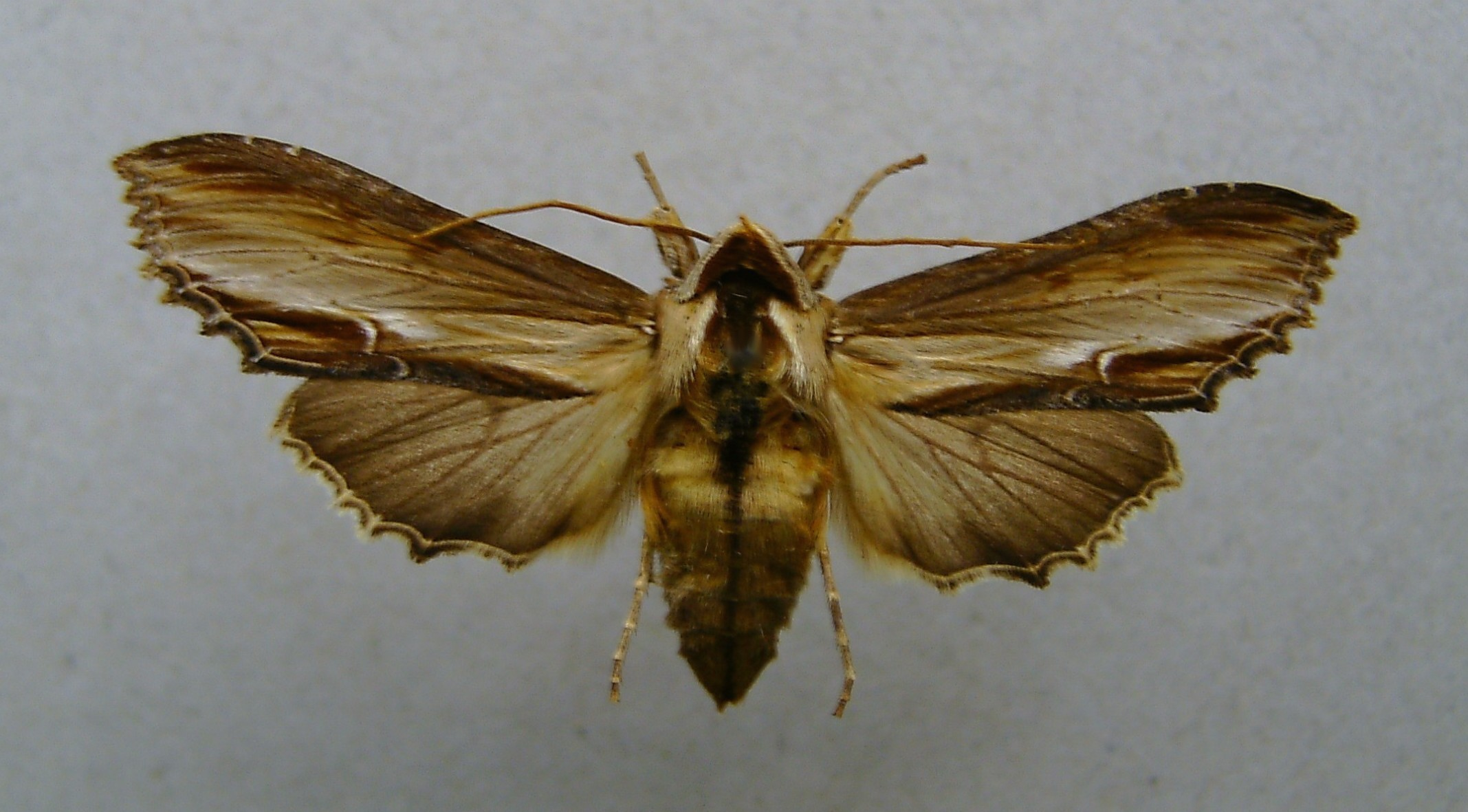
Papillon étalé.
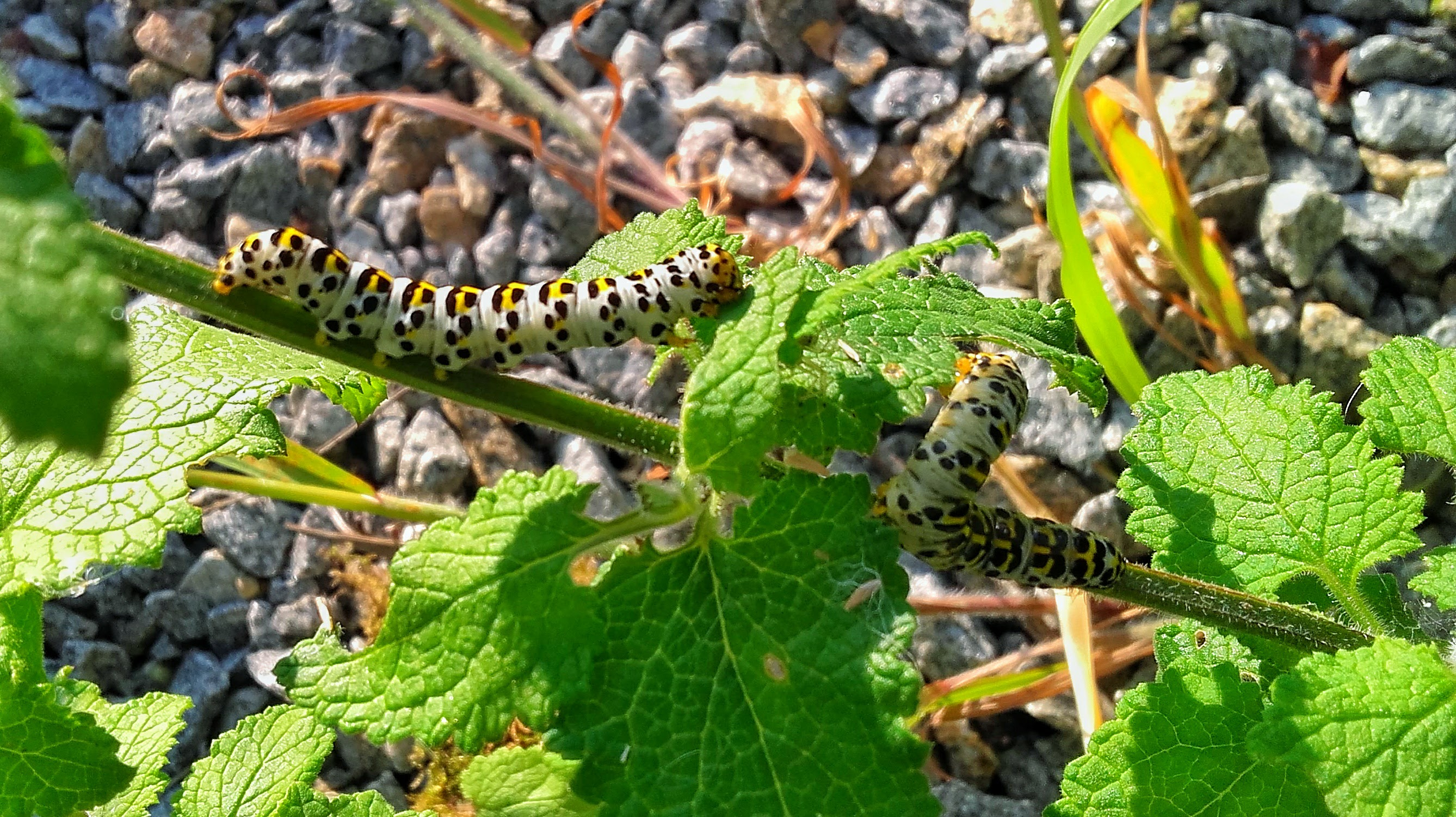
Deux chenilles.

### Chenille
La chenille vit sur les feuilles les plus anciennes du bouillon blanc, soit à leurs bases au plus près de la tige soit au dos des feuilles.
Elle est très reconnaissable par son blanc taché de jaune et de noir.

## Distribution
Eurasiatique, l'espèce est répandue en France.

## Biologie
Les plantes hôtes de la chenille sont le bouillon blanc, d'autres espèces du genre Verbascum et diverses espèces de scrofulaires (genre Scrophularia). Le Buddleja est accepté en élevage. Parfois nombreuses sur une même plante, les chenilles atteignant 50 mm de long avant la nymphose, sont bien visibles de mi-mai à juillet lorsqu'elles se nourrissent.
La chenille se transforme en chrysalide et hiberne un à cinq ans dans le sol[réf. nécessaire].
En France, l'imago vole d'avril à juin en une génération[réf. souhaitée].